# Tecnologia de l'antic Egipte
La tecnologia de l'antic Egipte es va caracteritzar per una evolució lenta, que va durar milers d'anys. Els egipcis van inventar i utilitzar moltes màquines bàsiques, com la rampa i la palanca, com a ajuda en les construccions. El paper egipci, fet de papir, i la ceràmica eren produïts en grans quantitats i exportats a altres pobles de la Mediterrània. La roda, però, no va arribar fins que els invasors Hicsos varen introduir el carro al segle xvi aC. Varen utilitzar cintres de corda per a reforçar els bucs de les seves naus, seguint el mètode fenici.
Hi va haver avenços significatius durant el període dinàstic en astronomia, matemàtiques, medicina. i geometria, aquesta última una conseqüència de la necessitat de preservar la propietat de les terres de conreu, que eren inundades anualment pel riu Nil, perdent les fites de referències dels límits. El triangle rectangle i altres regles també servien per a representar estructures rectilínies, usades en els plànols de construcció. Egipte també era un centre d'investigació sobre alquímia reconegut a la resta del món occidental.

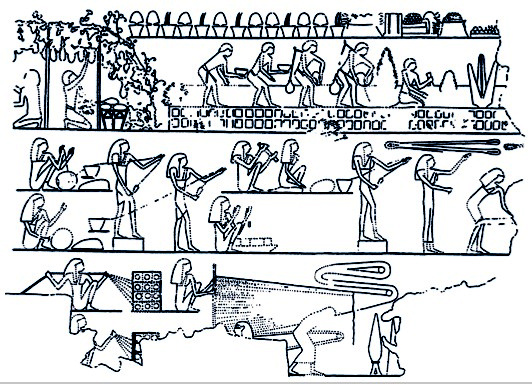
Treball en sèrie en l'antic Egipte.

## Paper i escriptura

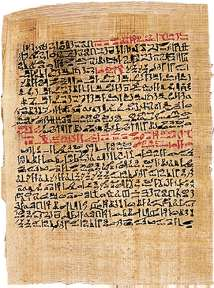
Papir Ebers, que conté un tractat mèdic.

La paraula  paper  ve del terme grec per al material egipci usat per a escriure, que es feia amb tires de la planta del papir. Va ser elaborada a Egipte des del 3000 aC, i venut a Grècia i a Roma. L'establiment de la biblioteca d'Alexandria va limitar l'exportació del papir, de manera que Èumenes de Pèrgam va dirigir la producció del pergamí per a la biblioteca rival.
Els jeroglífics egipcis, un sistema fonètic de escriptura, van servir com a base per a l'alfabet fenici del qual es van derivar els altres. Amb aquesta capacitat tant d'escriure com de guardar l'escrit, els egipcis van desenvolupar un dels primers sistemes decimals. La ciutat de Alexandria va mantenir la superioritat pels registres guardats a la seva biblioteca. Aquesta biblioteca va ser danyada pel foc quan els romans van assetjar la ciutat, i després destruïda totalment l'any 391 pel patriarca Teòfil d'Alexandria i el seu successor Ciril, de manera que en l'any 416 no quedava cap volum. Amb ella es van perdre molts coneixements sobre literatura antiga, història, i altres camps.

## Estructures i construcció

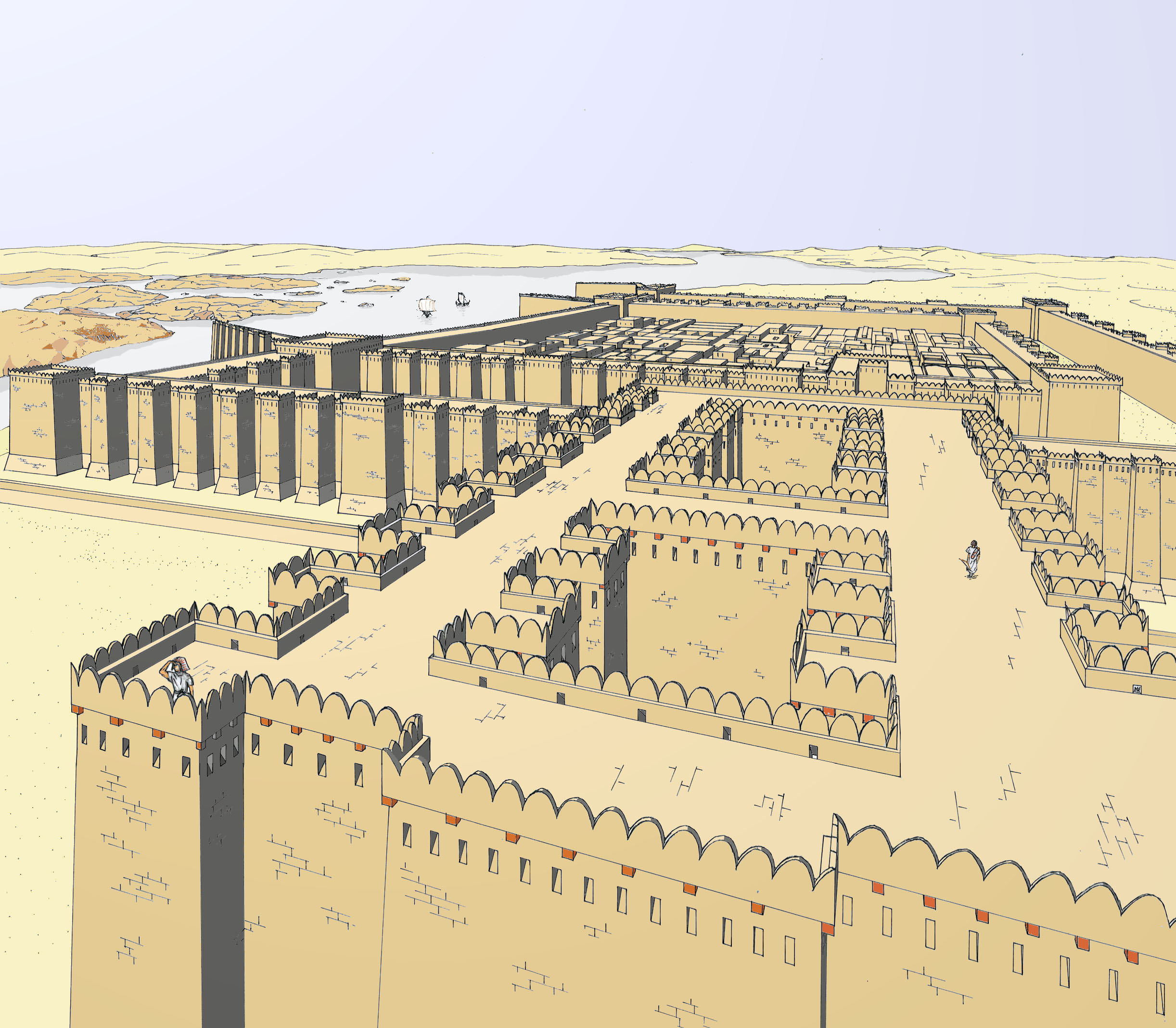
Reconstrucció de la fortalesa de Mirgissa, a la segona cascada del Nil

L'arquitectura monumental egípcia es va estendre per un període de tres mil anys, des del Neolític al segle primer aC Molts temples del Antic Egipte encara es mantenen en peu, alguns estan en ruïnes per l'erosió, mentre que altres s'han perdut totalment. Les construccions egípcies estan entre les més grans concebudes i construïdes per la humanitat, i constitueixen un dels símbols de l'antiga civilització egípcia. Els temples i les tombes construïts pels faraons eren enormes i incloïen estàtues colossals, algunes tombes (hipogeus), com la de Tutankamon estaven excavades a la roca de la Vall dels Reis. Del nom del déu Ptah deriva el d'Egipte, i era el déu de constructors i artesans. Imhotep, que va viure circa 2550 aC i després va ser deïficat, és el primer arquitecte conegut.
Els pobles mediterranis van desenvolupar el far, construint grans llanternes de fogueres, en el període hel·lenístic es va construir el far d'Alexandria que els va donar nom. Situat a l'illa de Pharos, era famós en el seu temps i el seu record mai es va perdre. Alexandria era un port obligat per a la importació i exportació de mercaderies, on se situava una duana.

### Monuments
La vall del Nil ha estat el bressol d'una de les civilitzacions més influents, i els seus monuments arquitectònics, entre els quals hi ha les piràmides de Guiza i la Gran Esfinx, figuren entre els edificis més grans i més famosos del món. La Gran Piràmide de Guiza és l'edifici més gran d'Egipte i un dels més grans del món, la seva base ocupa 52.609,128 m². És una de les Set meravelles del món, i l'única que perdura.
Les piràmides eren monuments funeraris, que a Egipte rebien el nom de  mer , literalment «lloc de l'ascens». Els egipcis van folrar els àpexs de les seves piràmides amb or i van cobrir les seves cares amb pedra calcària blanca polida, tot i que han caigut molts dels blocs de pedra usats com revestiment o s'han utilitzat en èpoques posteriors per a construir altres edificis. També van fer servir altres elements arquitectònics, com columnes, llindes, carreus, brancals i decorat de parets i sòls.

### Canals
En l'època faraònica es van construir molts canals, la majoria per irrigar els cultius, i molts eren navegables amb petits pots de papir usats per a la pesca. Altres es van construir específicament per als grans vaixells de transport. Segons Heròdot, dels set braços del Nil dos eren artificials, tot i que hi havia altres grans canals:
- El primer d'aquests va ser construït durant la sisena dinastia per ordre del faraó Pepi I, que va ordenar realitzar per envoltar la primera cascada del Nil i permetre la navegació fins a Núbia. De 90 m de llarg, 10 m d'ample i 9 m de profunditat, va ser molt utilitzat per al transport de pedra, encara que es va construir principalment per a ús de l'exèrcit. Durant la dinastia XII, Senusert III va ordenar l'excavació d'un altre canal a la mateixa zona, que va haver de ser reparat diverses vegades, segons consta en diferents fitxers.[nota 3]
- El Bahr Yussef o canal de Josep connecta el Nil amb El Fayum. Era originalment un braç del Nil que va crear un llac a l'oest durant les inundacions. Al voltant del 2300 aC va ser eixamplat i aprofundit per crear el llac Mer-UER (Meris), i els projectes de drenatge i recuperació de terres concurrents veurien explotat el llac amb finalitats agrícoles.[13] El canal, de 15 km de longitud i 5 m de profunditat, es va construir en el pendent natural de la depressió de Fayum i estava controlat per la presa doble Ha-UAR, que regulava el flux entre el llac i el Nil: sis mesos circulava en un sentit i els altres en direcció contrària.[14][15] Circa de l'any 230 aC el Bahr Yusuf es va descuidar, deixant que la majoria del llac Moeris s'assequés. El Bahr Yussef encara existeix avui, portant aigua cap al Birket Qarun, un petit llac situat al mateix lloc que el Moeris. Ramsès III va derrotar l'exèrcit libi gràcies al  Aigua de Ra , un canal situat al delta, continuació del Bahr Yussef que connectava Heracleòpolis i Alexandria en l'època dels Ptolemeus.
- A l'est es va construir el canal dels Faraons, una gran obra que unia el mar Mediterrani amb el mar Roig. Durant l'Imperi Antic no era navegable, fins que durant la dinastia XII es va restaurar el canal de Tumilat, que es va usar com a via comercial durant els regnats de Hatshepsut i Tuthmosis III. Al 1200 aC Ramsès II el va ampliar de manera que els vaixells mercants arribessin fàcilment la seva capital, Pi-Ramsès. Per això va fer un canal de 100 km des de Bubastis fins Pi-Atum, al llac Timsah. 650 anys després Necó va unir Timsah amb els llacs Amargs.[16] Darios I va acabar la construcció cent anys després, cap al 500 ; aC, ampliant-lo fins a Suez. Trajà va dur a terme obres de manteniment, donant-li el nom de Rio de Trajà.[17] El califa Omar el va posar de nou en funcionament l'any 641, però va ser tancat definitivament per Al- Mansur.[18]
- La regió de Fayum al voltant del llac Moeris es podia arribar per vaixell des del Nil per un braç amb el qual es van connectar canals. Ptolemais estava unida amb Arsinoe per un canal de 20 km, segons Ptolemeu.
- També hi havia un canal d'uns 90 km entre Memphis i Heracleòpolis Magna durant la desena dinastia.

#### Mètodes de construcció

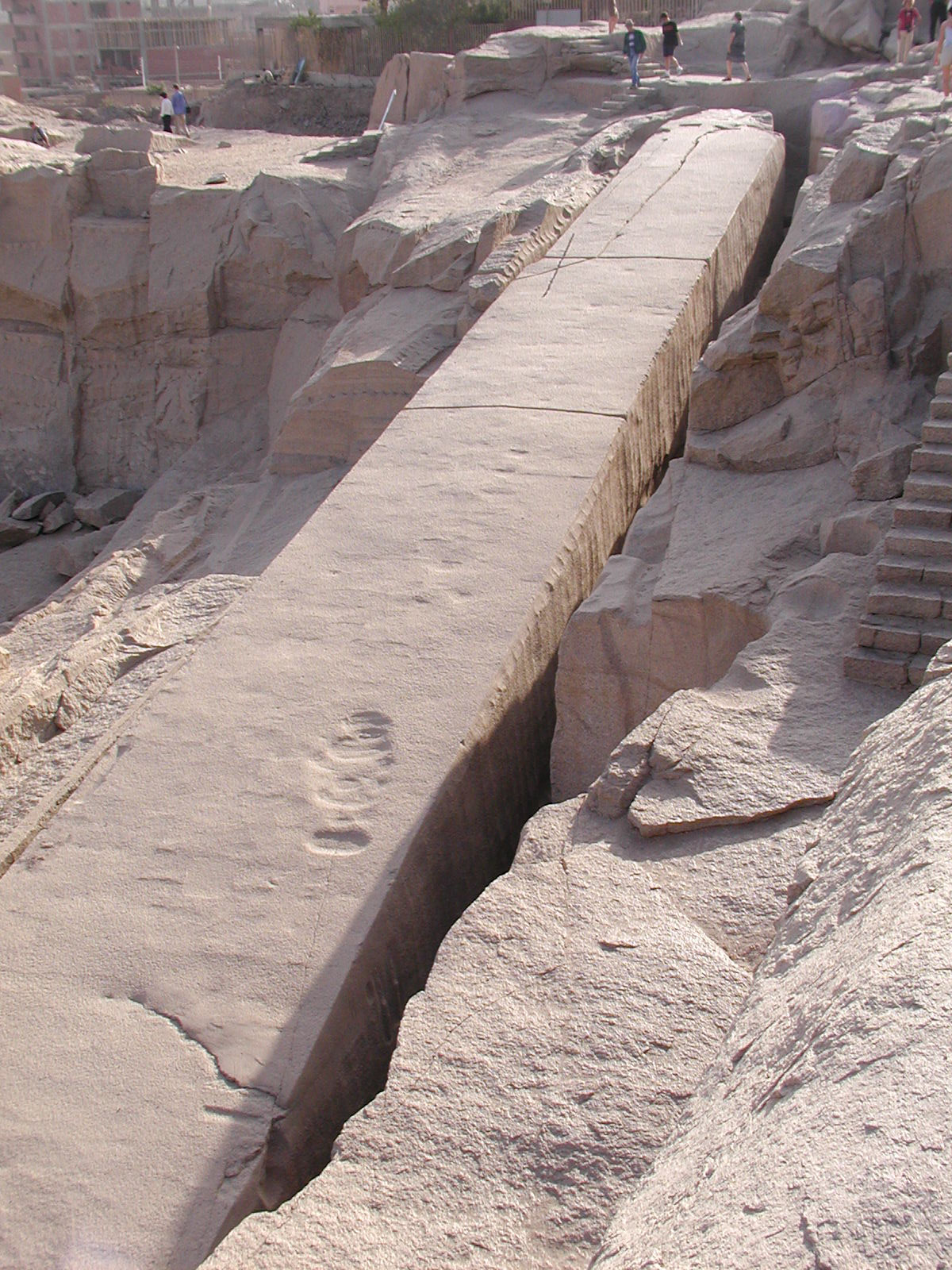
Obelisc inacabat a la pedrera d'Assuan.

És un tema de debat el sistema que s'utilitzava per treballar el granit. Patrick Hunt postula que els egipcis van utilitzar el esmeril, que té un alt grau de duresa a l'escala de Mohs. Pel que fa a la construcció, un dels mètodes possiblement usats pels constructors va ser la palanca, amb la qual es van hissar obelisc s que pesaven més de cent tones: qualsevol objecte rígid que s'utilitzi amb un punt de suport apropiat multiplica la força mecànica que es pot aplicar a un altre objecte, el que permet moure amb menor esforç. La palanca és una de les sis màquines simples.
Hi ha moltes hipòtesis sobre les tècniques de construcció de les piràmides, tècniques que van variar amb el temps. La majoria de les hipòtesis es basen en la idea que els enormes blocs de pedra es van traslladar des de les pedreres per aixecar els edificis, els desacords se centren en el mètode pel qual les pedres van ser transportades i col·locades, després de ser tallades amb cisells.
També hi ha desacords pel que fa a la classe de mà d'obra utilitzada. La hipòtesi grega suggereix que la mà d'obra estava formada per esclaus, però no és la més acceptada actualment. Els arqueòlegs creuen que milers d'experts treballadors acampaven prop de les construccions i treballaven per un sou o com a forma de pagament dels impostos.

## Navegació

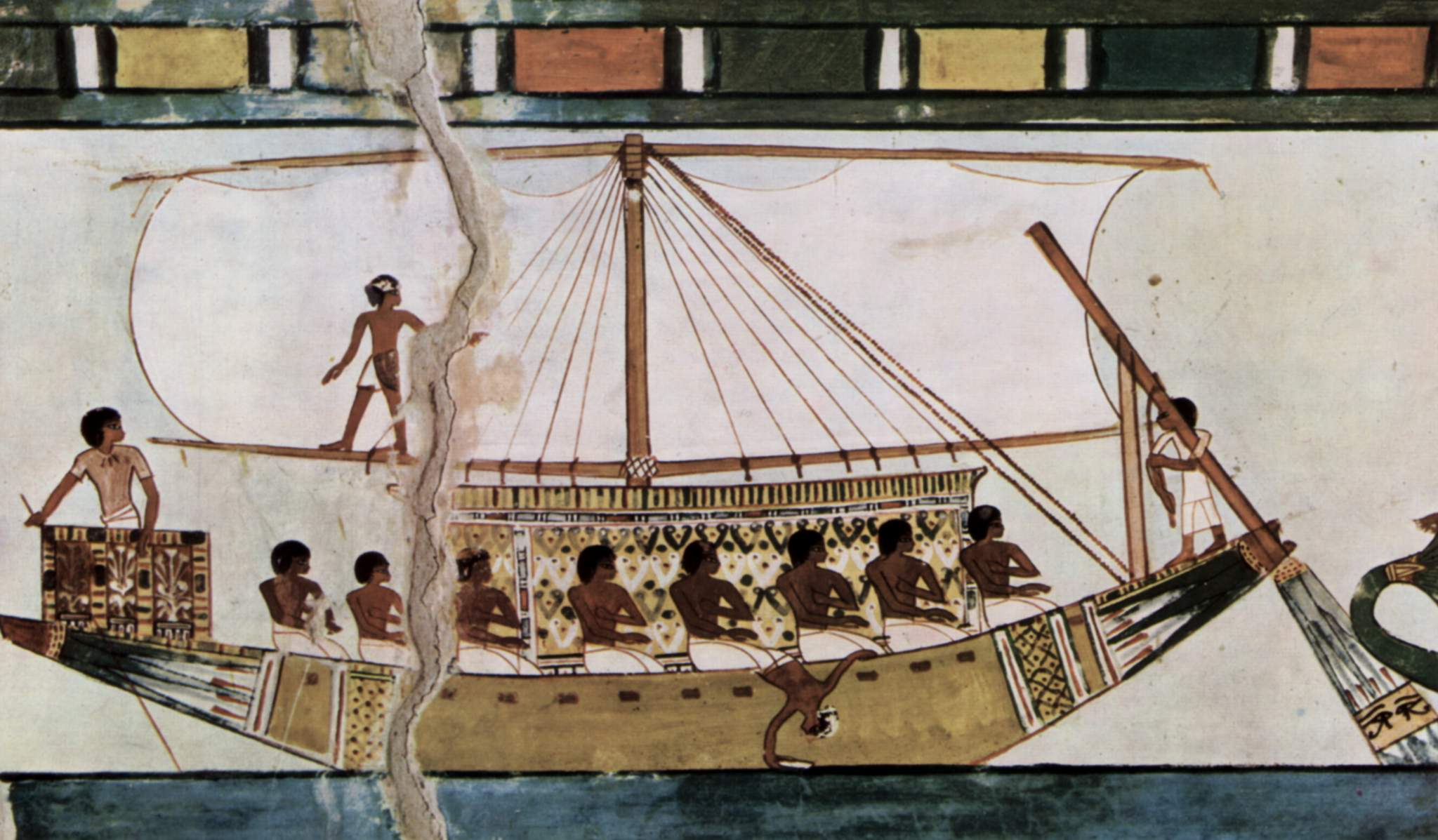
Vaixell per a la navegació fluvial.
(Tomba de Mena).

Els egipcis tenien un cert coneixement sobre la construcció de vaixells vela, utilitzada des de l'antiguitat per als seus viatges al sud pel Nil a favor del vent. De fet el riu, i els diferents canals artificials que van obrir els faraons, era el mitjà de transport utilitzat preferiblement per al transport de mercaderies. La tècnica necessària per a la construcció de vaixells, així com la fusta, tenien el seu origen en Biblos, i des de l'any 2400 aC van ser capaços de viatjar costejant per la Mediterrània, i en el 1464 aC la reina Hatshepsut va enviar una expedició de cinc naus pel mar Roig.
Els vaixells utilitzats en el mar es van anomenar kebenit, i seguien el model fenici: un llarg buc corbat amb esperó a la proa i una popa elevada, amb dues casetes a cada extrem. Una soga passava per quatre suports i unia els extrems, i en el centre s'hissava un pal que portava una vela rectangular. A popa hi havia dos timons, un a cada costat. Quan el vent amainava, la tripulació prenia els rems.

## Irrigació
La irrigació artificial va ser utilitzada a Egipte, una civilització hidràulica que havia desenvolupat l'enginyeria necessària en alt grau. En la producció agrícola és útil sobretot per a substituir l'escassetat de precipitacions en els períodes de sequera, en contraposició a la dependència de la precipitació a les terres de secà. Hi ha evidències que el faraó Amenemhet III de la dinastia XII (circa 1800 aC) va utilitzar el llac natural de El Fayum com a dipòsit per emmagatzemar excedents d'aigua per al seu ús durant les estacions seques. El llac s'omplia durant les inundacions del Nil amb el canal de Josep, que no només portava aigua sinó també el llim de les crescudes, convertint la zona en un fèrtil oasi. Des dels canals de transport sortien altres més petits que regaven les terres del voltant.

## Fabricació de vidre

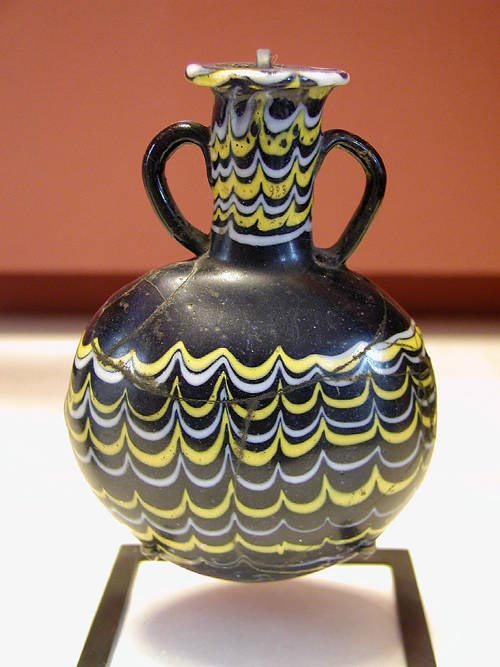
Gerra de vidre de l'Imperi Nou.

El coneixement egipci de la vidrieria era avançat. Els abaloris de vidre més antics coneguts van ser fets durant l'Imperi Nou, al voltant del 1500 aC, i produïts en una gran varietat de colors, creant les primeres "perles" i ornaments de vidre acolorit per a decorar diferents objectes. Es feien enrotllant el vidre fos al voltant d'una barra de metall; eren altament estimats com a objecte negociable, especialment les perles blaves, que es creia que tenien propietats màgiques. Els egipcis feien pots i ampolles petites usant el mètode del nucli: els fils de vidre s'enrosca al voltant d'una borsa de sorra lligada a una vareta de ferro i es reescalfaven contínuament per fondre els fils junts. La sorra coberta de vidre es mantenia en moviment fins que tenia la forma i mida requerits, aleshores es refrescava, es punxava la borsa i es treia la vareta. Segons la finalitat, es treballava també vessant el vidre fos en motlles.

## Astronomia
Els egipcis eren gent pràctica i això es reflecteix en el seu estudi de l'astronomia. Fins i tot abans de la unificació l'any 3000 aC, l'observació del cel havia influenciat en el desenvolupament d'una religió a la qual veuria dels seus deïtats principals eren cossos celestes. Al Baix Egipte els sacerdots van construir parets circulars de tova per fer un horitzó artificial on van marcar la posició del Sol a l'alba i capvespre, per anotar els solstici s. Això va permetre que descobrissin que el disc del sol, personificat com Ra, triga 365 dies a tornar al mateix solstici. Mentrestant, al Alt Egipte es va desenvolupar un calendari lunar basat en el comportament de la Lluna i la reaparició de Sírius ( SPDT , Sopedet) després de la seva absència anual, amb prop de 70 dies de  naixent helíac . L'any començava amb aquesta sortida de Sírius. Com l'any civil egipci era de 365 dies, va començar a separar-aquesta sortida de l'inici de les crescudes del Nil, un altre dels punts de referència per al calendari; dos calendaris coincidien cada 1.461 anys.
Després de la unificació d'Egipte tots dos calendaris van conduir a un calendari civil simplificat amb dotze mesos de 30 dies repartits en tres estacions de quatre mesos, més cinc dies addicionals per aconseguir l'any de 365 dies, però no van resoldre el problema del quart de dia addicional. El dia i la nit estaven dividits en 24 unitats, cadascuna personificada per un déu. Un rellotge de sol trobat a la tomba de Seti I amb les instruccions per al seu ús mostra que les hores de llum van estar repartides en 10 unitats, i havia 12 hores per a la nit i una hora per l'alba i una altra per al crepuscle. Tanmateix, en temps de Seti I ja no es feia servir aquesta divisió, considerant dia i nit reaprtidos en 12 hores la durada variava segons l'època de l'any.
Segons la mitologia egípcia, la clau estava en el moviment del déu Ra i el seu viatge al llarg de l'horitzó, que al costat del de la deessa Nut va desenvolupar no només el calendari, sinó tota una filosofia sobre el temps futur i fins i tot sobre el concepte del faraó.

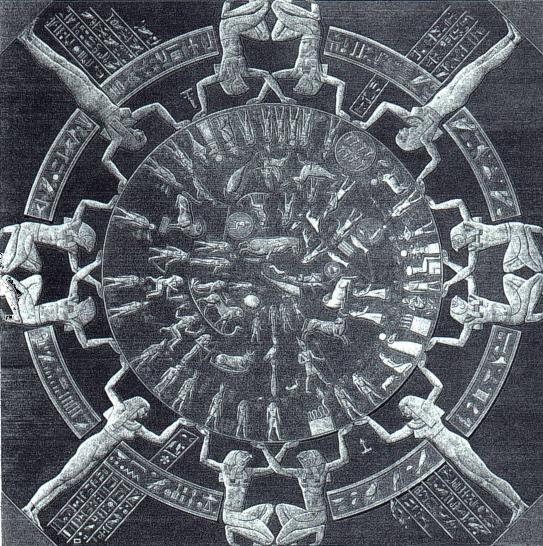
Zodíac de Denderah al sostre del temple de Hathor (Museu del Louvre).

Durant la cinquena dinastia sis reis van construir temples del sol a l'honor de Ra. S'han estudiat els complexos arquitectònics dels temples construïts per Niuserre a Abu Ghurab i Userkaf a Abusir, i tenen alineacions astronòmiques, les terrats d'alguns dels edificis sembla que s'utilitzaven per observar les estrelles, calcular les hores durant la nit i predir la sortida del sol per celebrar els festivals religiosos.
Durant l'Imperi Mitjà d'Egipte, els sacerdots van utilitzar unes taules amb les alineacions estel·lars de cada mes, que donaven errors alguns segles després a causa del error del calendari (falta del any de traspàs), però els mestres de continuar copiats, amb el que van perdre la seva utilitat i possiblement, la comprensió sobre elles.
Segons mostra el zodíac de Denderah, trobat en el temple de Hathor, els egipcis coneixien els equinoccis. Alguns edificis del complex de Karnak, per exemple, van ser orientats cap al punt en l'horitzó on certes estrelles s'aixecaven o fixaven en moments importants de l'any. A causa dels moviments estel·lars les estrelles van canviar de lloc en el firmament, i alguns segles més endavant, quan els temples van ser reconstruïts, les orientacions dels edificis van quedar obsoletes.

## Medicina
La medicina s'ensenyava a les cases de la vida adjuntes als temples, que també servien com hospitals. El primer document mèdic conegut és el papir Edwin Smith, document quirúrgic que data del segle XVII aC i transcriu coneixements d'una època anterior; Ens han arribat altres papirs, com el Ebers, recull de textos mèdics, el Kahun, un tractat ginecològic, el Hearst, que és un formulari mèdic pràctic i el papir de Londres, que conté nombrosos encanteris.  Hesy-Ra , que va viure cap a l'any 3000 aC, és considerat el metge més antic que es coneix.
Tanmateix, els historiadors mèdics creuen que la farmacologia egípcia antiga no era efectiva. Segons Michael D. Parkins, el 72% de 260 prescripcions mèdiques del papir de Hearst no conté cap element curatiu. Parkins explica que pràctiques com l'ús d'excrements animals poden tenir característiques curatives, però són d'alt risc: l'aplicació d'excrements de vaca a les ferides, perforacions d'oïda, tatuatges, ja infeccions cròniques de l'orella eren factors importants per desenvolupar el tètanus. Frank J. Snoek escriu que la medicina egípcia va utilitzar les taques de mosca, sang de llangardaix, dents de porcs, i altres remeis similars que ell considera lesius.
La momificació no va ser practicada sempre a Egipte; però una vegada que la pràctica comencés, van adquirir coneixements més profunds del cos humà.